# Macaria wauaria
Macaria wauaria là một loài bướm đêm trong họ Geometridae.

## Hình ảnh

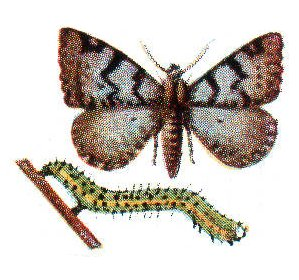
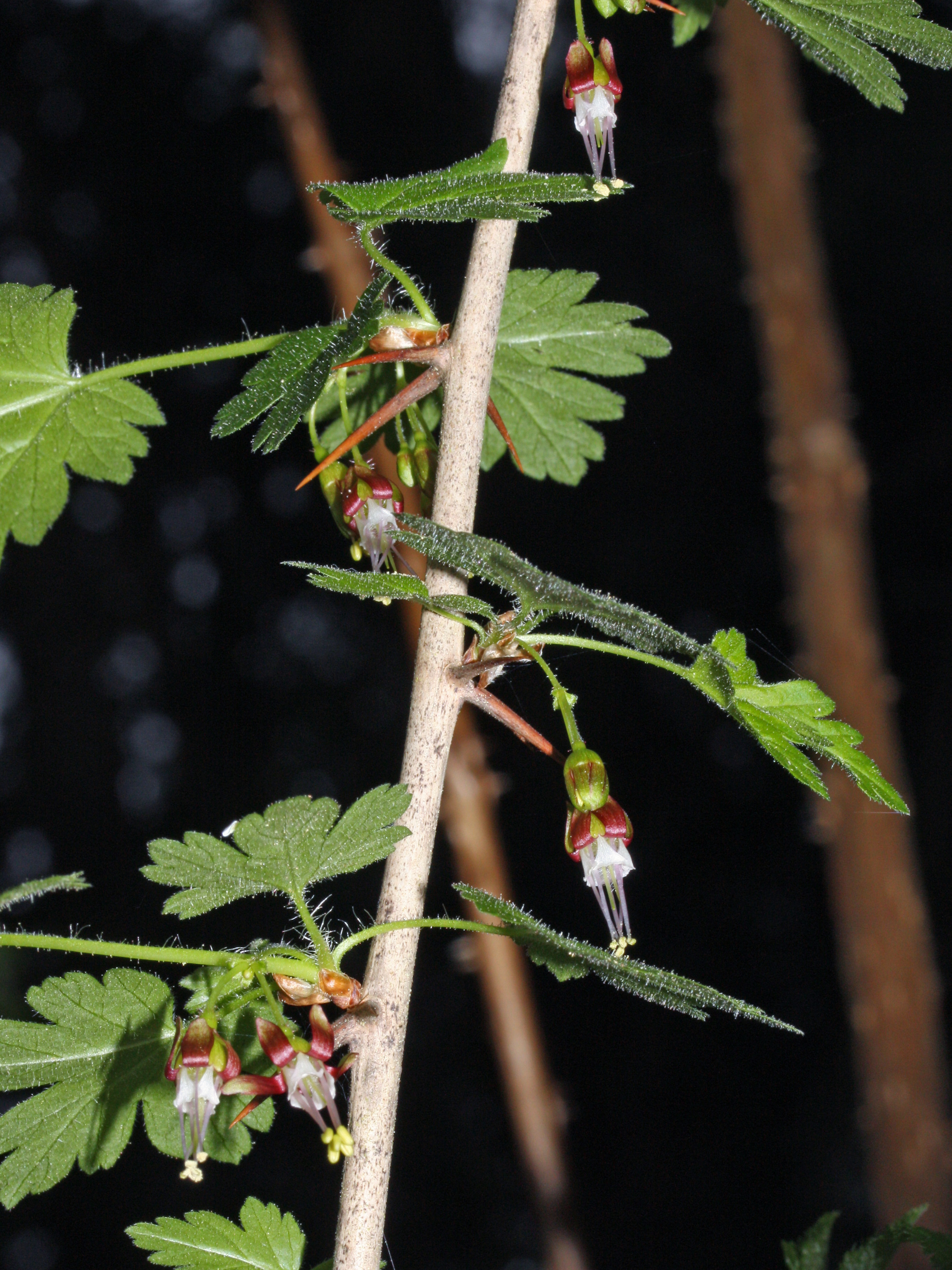
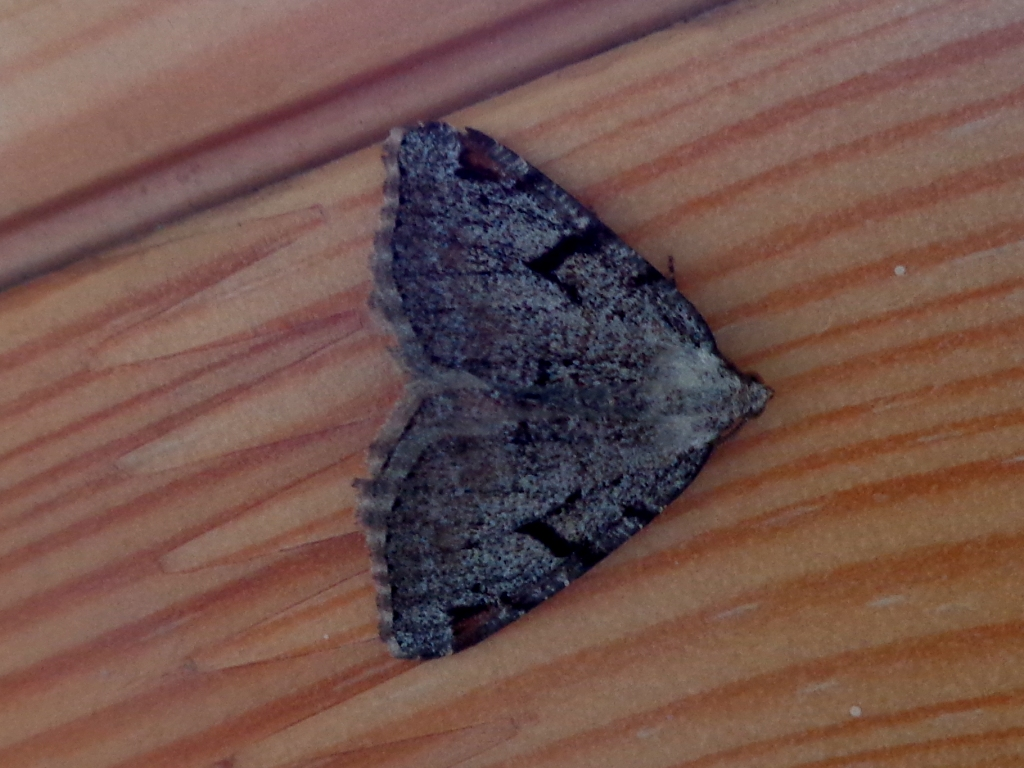
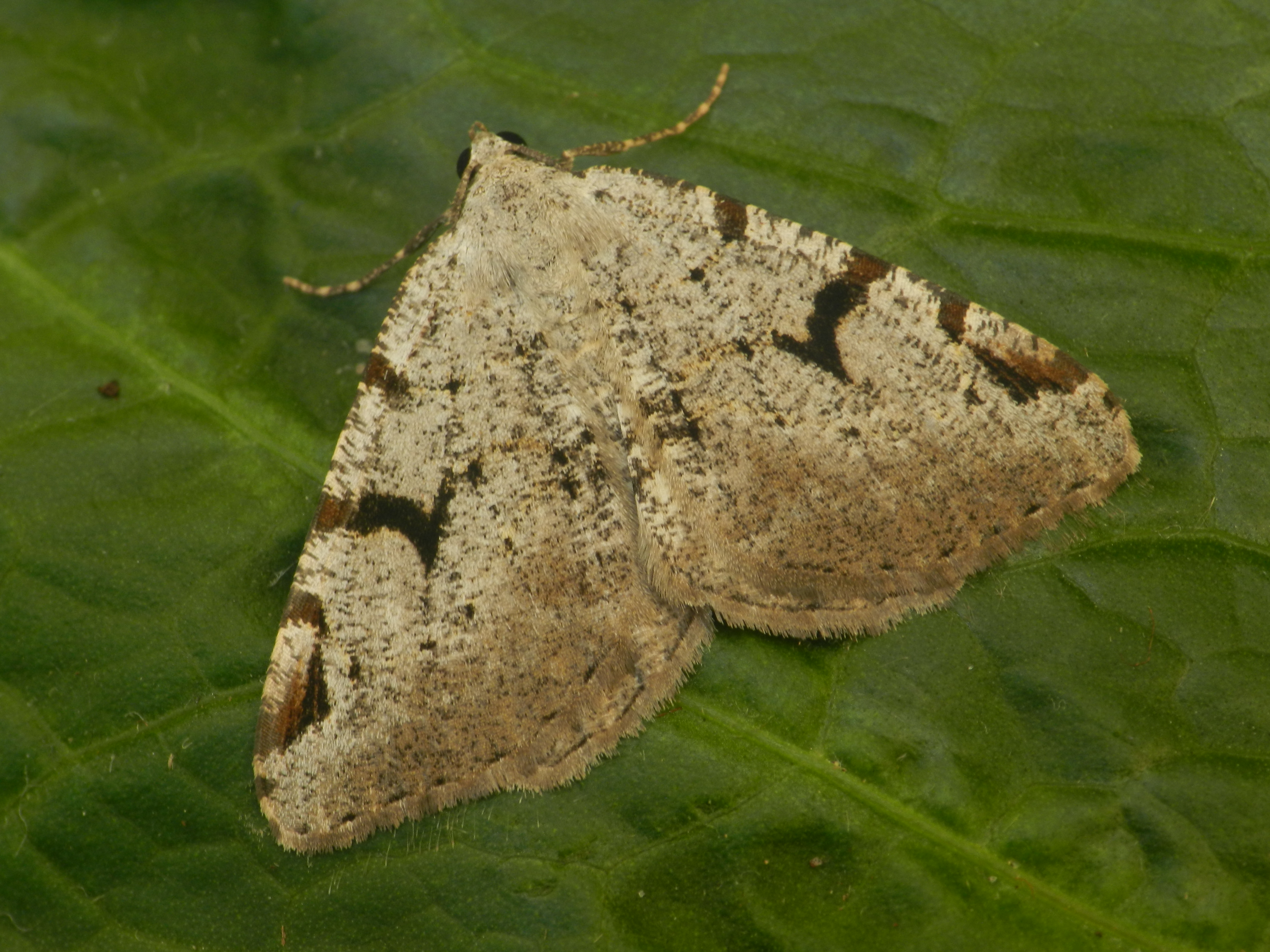